# A Musical History
| Críticas profissionais | Críticas profissionais |
| Avaliações da crítica  | Avaliações da crítica  |
| Fonte                  | Avaliação              |
| ---------------------- | ---------------------- |
| Allmusic               | 4.5 de 5 estrelas.     |
| Rolling Stone          | 4.5 de 5 estrelas.     |

A Musical History é uma caixa de cinco CDs e um DVD do grupo de rock The Band. Lançada pela Capitol Records em 27 de dezembro de 2005, esta coletânea apresenta 111 faixas que cobrem a carreira do grupo de seus primórdios em 1961 até a saída de Robbie Robertson em 1977.

## Faixas

### Disco um
1. "Who Do You Love" (E. McDaniel,  – 2:40) - Ronnie Hawkins & The Hawks
2. "You Know I Love You" (J. Reed,  – 2:44) - Ronnie Hawkins & The Hawks
3. "Further On Up The Road" (D. Robey-J. Veasey,  – 3:06) - The Hawks
4. "Nineteen Years Old" (M. Morganfield,  – 4:12) - The Hawks
5. "Honky Tonk" (D. Robey,  – 3:02) - Levon & The Hawks
6. "Bacon Fat" (G. Hudson-R. Robertson,  – 2:38) - Levon & The Hawks
7. "Robbie's Blues" (The Hawks,  – 3:37) - Levon & The Hawks
8. "Leave Me Alone" (R. Robertson,  – 2:37) - Levon & The Hawks (como The Canadian Squires)
9. "Uh Uh Uh" (R. Robertson,  – 2:21) - Levon & The Hawks (como The Canadian Squires)
10. "He Don't Love You (And He'll Break Your Heart)" (R. Robertson,  – 2:37) - Levon & The Hawks
11. "(I Want To Be) The Rainmaker" (sketch track) (R. Robertson,  – 2:59) - Levon & The Hawks
12. "The Stones I Throw" (esboço) (R. Robertson,  – 1:07) - Levon & The Hawks
13. "The Stones I Throw (Will Free All Men)" (R. Robertson,  – 2:06) - Levon & The Hawks
14. "Go Go, Liza Jane" (Tradicional, arr. R. Robertson,  – 2:11) - Levon & The Hawks
15. "Can You Please Crawl Out Your Window?" (B. Dylan,  – 3:32) - Bob Dylan com Levon & The Hawks
16. "Tell Me, Momma" (ao vivo) (B. Dylan,  – 4:05) - Bob Dylan & The Hawks
17. "Just Like Tom Thumb's Blues" (ao vivo) (B. Dylan,  – 5:36) - Bob Dylan & The Hawks
18. "Words And Numbers" (esboço) (R. Manuel,  – 4:09)
19. "You Don't Come Through" (esboço) (R. Robertson,  – 2:03)
20. "Beautiful Thing" (esboço) (R. Manuel,  – 1:41)
21. "Caledonia Mission" (esboço) (R. Robertson,  – 2:29)
22. "Odds And Ends" (B. Dylan,  – 1:46) - Bob Dylan & The Hawks
23. "Ferdinand The Impostor" (R. Robertson,  – 4:06)
24. "Ruben Remus" (R. Manuel-R. Robertson,  – 3:13)
25. "Will the Circle Be Unbroken" (Tracitional, arr. The Band,  – 0:55)

- Faixas 1-5 e 8-9 produzidas por Henry Glover; faixas 6-7 produzidas por Duff Roman; faixas 10, 13 & 14 supervisionadas por Eddie Heller para a TRO Productions; faixa 15 produzida por Bob Johnston; faixas 18-25 gravadas por Garth Hudson. Créditos das demais faixas: desconhecido.

### Disco dois
1. "Katie's Been Gone" (R. Manuel-R. Robertson,  – 2:45)
2. "Ain't No More Cane" (Tradicional por Christian Rowe, arr. The Band,  – 3:58)
3. "Don't Ya Tell Henry" (B. Dylan,  – 3:13)
4. "Tears Of Rage" (B. Dylan-R. Manuel,  – 5:21)
5. "To Kingdom Come" (versão estendida) (R. Robertson,  – 3:57)
6. "In A Station" (R. Manuel,  – 3:31)
7. "The Weight" (R. Robertson,  – 4:36)
8. "We Can Talk" (R. Manuel,  – 3:03)
9. "Long Black Veil" (D. Dill-M. J. Wilkin,  – 3:03)
10. "Chest Fever" (R. Robertson,  – 5:15)
11. "Lonesome Suzie" (versão alternativa) (R. Manuel,  – 2:57)
12. "This Wheel's On Fire" (R. Danko-B. Dylan,  – 3:11)
13. "I Shall Be Released" (B. Dylan,  – 3:12)
14. "Yazoo Street Scandal" (R. Robertson,  – 3:54)
15. "I Ain't Got No Home" (ao vivo) (W. Guthrie,  – 3:44) - Bob Dylan & The Band
16. "Orange Juice Blues" (R. Manuel,  – 3:18)
17. "Baby Lou" (J. Drew,  – 3:38)
18. "Long Distance Operator" (full version) (B. Dylan,  – 4:32)
19. "Key To The Highway" (W. Broonzy-C. Segar,  – 2:22)
20. "Bessie Smith" (R. Danko-R. Robertson,  – 4:17)

- Todas as faixas produzidas por John Simon exceto a 15, com créditos desconhecidos.

### Disco três
1. "Across The Great Divide" (R. Robertson,  – 2:53)
2. "Rag Mama Rag" (R. Robertson,  – 3:05)
3. "The Night They Drove Old Dixie Down" (R. Robertson,  – 3:33)
4. "When You Awake" (R. Manuel-R. Robertson,  – 3:15)
5. "Up on Cripple Creek" (R. Robertson,  – 4:34)
6. "Whispering Pines" (R. Manuel-R. Robertson,  – 3:57)
7. "King Harvest (Has Surely Come)" (R. Robertson,  – 3:37)
8. "Get Up Jake" (R. Robertson,  – 2:16)
9. "Jemima Surrender" (primeira versão) (L. Helm-R. Robertson,  – 3:47)
10. "Daniel & The Sacred Harp" (take alternativo) (R. Robertson,  – 4:21)
11. "Time To Kill" (R. Robertson,  – 3:26)
12. "All La Glory" (primeira versão) (R. Robertson,  – 3:24)
13. "The Shape I'm In" (R. Robertson,  – 4:02)
14. "Stage Fright" (R. Robertson,  – 3:43)
15. "The Rumor" (R. Robertson,  – 4:14)
16. "Slippin' & Slidin'" (ao vivo) (E. Bocage-A. Collins-R. Penniman-J. Smith,  – 3:21)
17. "Don't Do It" (E. Holland-L. Dozier-B. Holland,  – 3:46)
18. "Strawberry Wine" (ao vivo) (L. Helm-R. Robertson,  – 3:46)
19. "Rockin' Chair" (ao vivo) (R. Robertson,  – 4:12)
20. "Look Out Cleveland" (ao vivo) (R. Robertson,  – 3:33)
21. "4% Pantomime" (primeira versão) (V. Morrison-R. Robertson,  – 6:01) - The Band with Van Morrison

- Faixas 1-9 produzidas por John Simon; faixas 10-15, 17 e 21 produzidas pelo The Band. Créditos de produção das demais faixas: desconhecido.

### Disco quatro
1. "Life Is A Carnival" (R. Danko-L. Helm-R. Robertson,  – 3:55)
2. "When I Paint My Masterpiece" (B. Dylan,  – 4:21)
3. "The Moon Struck One" (R. Robertson,  – 4:09)
4. "The River Hymn" (R. Robertson,  – 4:39)
5. "Don't Do It" (ao vivo) (E. Holland-L. Dozier-B. Holland,  – 4:36)
6. "Caledonia Mission" (ao vivo) (R. Robertson,  – 3:22)
7. "Smoke Signal" (ao vivo) (R. Robertson,  – 5:09)
8. "The Unfaithful Servant" (ao vivo) (R. Robertson,  – 4:41)
9. "The W. S. Walcott Medicine Show" (ao vivo) (R. Robertson,  – 4:05)
10. "The Genetic Method" (ao vivo) (G. Hudson,  – 7:31)
11. "Chest Fever" (ao vivo) (R. Robertson,  – 5:04)
12. "(I Don't Want To Hang Up My) Rock 'N' Roll Shoes" (ao vivo) (C. Willis,  – 4:30)
13. "Loving You (Is Sweeter Than Ever)" (ao vivo) (I. Hunter-S. Wonder,  – 3:35)
14. "Endless Highway" (R. Robertson,  – 5:07)
15. "Move Me" (esboço) (R. Danko,  – 2:57)
16. "Two Piano Song" (R. Robertson,  – 4:12)
17. "Mystery Train" (H. Parker, Jr.-S. Phillips, letra adicional por R. Robertson,  – 5:33)

- Todas as faixas produzidas pelo The Band

### Disco cinco
1. "Ain't Got No Home" (C. Henry,  – 3:24)
2. "Share Your Love" (A. Briggs-D. Malone,  – 2:54)
3. "Didn't It Rain" (Traditional, arr. The Band,  – 3:18)
4. "Forever Young" (B. Dylan,  – 4:56) - Bob Dylan & The Band
5. "Rainy Day Women#12 & 35" (ao vivo) (B. Dylan,  – 3:37) - Bob Dylan & The Band
6. "Highway 61 Revisited" (ao vivo) (B. Dylan,  – 3:55) - Bob Dylan & The Band
7. "Ophelia" (R. Robertson,  – 3:31)
8. "Acadian Driftwood" (R. Robertson,  – 6:41)
9. "It Makes No Difference" (R. Robertson,  – 6:32)
10. "Twilight" (esboço) (R. Robertson,  – 3:25)
11. "Christmas Must Be Tonight" (R. Robertson,  – 3:36)
12. "The Saga Of Pepote Rouge" (R. Robertson,  – 4:13)
13. "Livin' In A Dream" (R. Robertson,  – 2:51)
14. "Forbidden Fruit" (ao vivo) (R. Robertson,  – 5:39)
15. "Home Cookin'" (R. Danko,  – 3:44)
16. "Out Of The Blue" (R. Robertson,  – 3:20)
17. "Evangeline" (R. Robertson,  – 3:10) - The Band com Emmylou Harris
18. "The Night They Drove Old Dixie Down" (ao vivo) (R. Robertson,  – 4:32)
19. "The Weight" (R. Robertson,  – 4:36) - The Band com The Staples

- Faixas 1-3, 7-9 e 11-15 produzidas pelo The Band; faixa 4 produzida por Bob Dylan, Robbie Robertson e Rob Fraboni; faixas 16-19 produzidas por Robbie Robertson. Créditos de produção das demais faixas: desconhecido.

### Disco seis: DVD
1. "Jam/King Harvest" (The Band/R. Robertson,  – 4:22) (começo de 1970; estúdio de Robbie, Woodstock, NY)
2. "Long Black Veil" (D. Dill-M. Wilkin,  – 2:46) (5 de julho de 1970; Festival Express, Calgary, Canada)
3. "Rockin' Chair" (R. Robertson,  – 3:52) (5 de julho de 1970; Festival Express, Calgary, Canada)
4. "Don't Do It" (E. Holland-L. Dozier-B. Holland,  – 4:33) (28 e 31 de dezembro de 1971; Academy Of Music, Nova York)
5. "Hard Times" (The Slop)/Just Another Whistle Stop (N. Watts/R. Manuel-R. Robertson,  – 7:20) (14 de setembro de 1974; Wembley Stadium, Londres)
6. "Genetic Method"/"Chest Fever" (G. Hudson/R. Robertson,  – 7:49) (14 de setembro de 1974; Wembley Stadium, London)
7. "Life Is A Carnival" (R. Danko-L. Helm-R. Robertson,  – 3:14) (30 de outubro de 1976; Saturday Night Live, Nova York)
8. "Stage Fright" (R. Robertson,  – 3:32) (30 de outubro de 1976; Saturday Night Live, Nova York)
9. "Georgia On My Mind" (H. Carmichael-S. Gorrell,  – 3:10) (30 de outubro de 1976; Saturday Night Live, Nova York)